# Heineken (bier)
Heineken is een Nederlands biermerk dat sinds 1873 door Heineken wordt gebrouwen. Het merk is het paradepaardje van de drankmultinational en wordt in veertig brouwerijen in 39 landen gebrouwen. In 2006 werd er 25,8 miljoen hectoliter geproduceerd.

## Smaak
Heineken Pilsener is een bier van lage gisting, ook wel ondergistend bier genoemd. De smaak wordt voor een groot deel bepaald door een specifiek gist. Het bier wordt verder gemaakt met water, hop en gerstemout.